# Isvoarele
Isvoarele – wieś w Rumunii, w okręgu Giurgiu, w gminie Isvoarele. W 2011 roku liczyła 1489 mieszkańców.